# Fjord Tanquary
Le fjord Tanquary (anglais : Tanquary Fiord) est un fjord situé au centre-ouest de l'île d'Ellesmere.  Il se prolonge vers l'ouest par le Fjord Greely.  Il a été nommé en l'honneur de Maurice Cole Tanquary, un entomologiste qui a participé à l'expédition de la terre Crocker.
L'extrémité nord du fjord est situé dans le parc national Quttinirpaaq.  Les principales installation du parc sont d'ailleurs situé au camp du Fjord Tanquary.